# Казе Сермо (Пистоја)
Казе Сермо је насеље у Италији у округу Пистоја, региону Тоскана.
Према процени из 2011. у насељу је живело 35 становника. Насеље се налази на надморској висини од 348 м.